# Орайие (Гяедемеесте)
О́райие (ест. Orajõe küla) — село в Естонії, у волості Гяедемеесте повіту Пярнумаа.

## Населення
Чисельність населення на 31 грудня 2011 року становила 28 осіб.

## Географія
Поблизу села проходить автошлях 331 (Раннаметса — Ікла).